# Rahata
Rahata är en ort i Indien.   Den ligger i distriktet Ahmadnagar och delstaten Maharashtra, i den centrala delen av landet, 1 000 km söder om huvudstaden New Delhi. Rahata ligger 524 meter över havet och antalet invånare är 19 024.
Terrängen runt Rahata är platt. Runt Rahata är det tätbefolkat, med 493 invånare per kvadratkilometer. Närmaste större samhälle är Kopargaon, 18,4 km norr om Rahata. Trakten runt Rahata består till största delen av jordbruksmark.